# Корндорф, Николай Сергеевич
Николай Сергеевич Корндорф (23 января 1947, Москва — 30 мая 2001, Ванкувер, Канада) — советский, российский  и канадский композитор.

## Биография
Сын учёного С. Ф. Корндорфа.
В 1970 году окончил Московскую консерваторию по классу симфонического дирижирования и композиции. Преподавал в разных московских музыкальных училищах, а в 1972—1991 годах — и в Московской консерватории.
В 1973 году Николай Корндорф был принят в Союз композиторов СССР, в 1978—1983 занимал пост Председателя Творческого объединения молодых композиторов Москвы. Началом «серьёзного» сочинительства композитор считал свою Первую симфонию (1975).
В конце 1980-х годов не раз писал музыку для кинофильмов («Десять негритят», 1987 г.; «Брызги шампанского», 1988 г.; «Морской волк», 1990 г.)
В 1990 году Николай Корндорф стал одним из инициаторов и организаторов второго АСМа — Ассоциации современной музыки, основанной в Москве группой советских композиторов-авангардистов, в той или иной мере неудовлетворённых современным состоянием дел.:470 Широко известна историческая фотография двенадцати организаторов нового АСМа, на которой можно видеть собрание композиторов: Вустина, Екимовского, Каспарова, Грабовского, Караева, Тарнопольского, Шу́тя, Смирнова, Фирсовой, самого Николая Корндорфа — и «даже» Пьера Булеза, который приехал лично присутствовать при возрождении АСМа и выступил на первом концерте (2 марта 1990 года).:202
В том же 1990 году Николай Корндорф был удостоен музыкальной премии города Дуйсбург (Германия).
16 мая 1991 года эмигрировал в Канаду, где и жил последние десять лет, продолжая активно сочинять. После 1997 года несколько раз приезжал в Россию, участвовал в фестивале «Альтернатива» и др. Погиб в 2001 году во время любительской игры в футбол после случайного попадания мяча в голову.

## Характеристика творчества
После 1981, отойдя от экспериментов с атональностью, Корндорф пришёл к тональной диатонической музыке, в которой использовал репетитивную технику, некоторые черты минимализма, элементы так называемой «новой простоты».

## Избранные сочинения
- Концертино для альта и струнного оркестра (1970)
- Симфония № 1 (1975).
- «Confessiones» для камерного ансамбля (1979).
- Симфония № 2 (1980).
- «Примитивная музыка» для 12 саксофонов (1981)
- «Ярило» для фортепиано и магнитофонной плёнки (1981)
- «Да!» — ритуал для трёх певцов, камерного ансамбля и магнитофона (1982).
- «Жалобные песни» для камерного хора и исполнителя на ударных (1983).
- «Con sordino» для 16 струнных и клавесина (1984).
- «Колыбельная» для двух фортепиано (1984).
- Брасс-квинтет (1985).
- «Аморозо» для 11 исполнителей (1986)
- «В честь Альфреда Шнитке» для скрипки, альта и виолончели (1986).
- «Танец в металле в честь Джона Кейджа» для исполнителя на ударных инструментах (1986).
- Concerto capriccioso, для виолончели, струнного оркестра и ударных (1986)
- Гимн № 2 для оркестра (1987)
- Третья симфония (1989)
- «Марина и Райнер», опера (1989)
- «Моцарт-вариации» для струнного секстета (1990)
- Гимн № 3 для сопрано и оркестра (1990)
- «Continuum» для органа и магнитофона (1991)
- Квартет (1992)
- «Да произрастит земля» для камерного ансамбля (1992)
- «Пролог» для большого симфонического оркестра (1992)
- «Эпилог» для большого симфонического оркестра (1993)
- «…si muove!», пьеса для инструментального ансамбля, актёров и балета (1993)
- «Приветствуем вас!» для женского хора и инструментов (1995)
- «Get out!» для четырёх или более исполнителей (1995)
- «Victor» для большого симфонического оркестра (1995)
- «Are You Ready, Brother?» — трио для фортепиано, скрипки и виолончели (1996)
- Четвёртая симфония «Музыка андеграунда» (1996)
- «Музыка для Овена Андерхилла и его великолепной восьмерки» для камерного ансамбля (1997)
- Пассакалия для виолончели соло (1997)
- «Улыбка Мод Льюис» для малого симфонического оркестра (1998)
- «Canzone triste» для арфы соло (1998)
- «Эхо» для смешанного хора и ансамбля на стихи Дж. Херберта (1999)
- «Письмо В. Мартынову и Г. Пелецису», для фортепиано (1999)
- Триптих для виолончели и фортепиано (1999)

## Киномузыка
- «Десять негритят» (по одноимённому произведению Агаты Кристи)
- «Морской волк» (по одноимённому произведению Джека Лондона, реж Игорь Апасян)
- «Брызги шампанского» (реж. С. Говорухин, 1989)
- «Заложница» (реж. Сергей Ашкенази, 1990)